# Jim Speelmans
Jim Speelmans (1974) is een Nederlands cabaretier. Ook schrijft hij teksten voor andere cabaretiers, onder andere voor Javier Guzman.
Speelmans begon in 1998 op het festival Low Lands met cabaret.

## Programmas
- Hier is hij, 2004
- Hou mij’s tegen, 2006
- Komiek zonder meer, 2006
- Speelmans houdt huis, 2008
- Maar nu zonder medicijnen, 2014
- Huppethee, 2016[4]
- Artistziek, 2021